# Graziela Kunsch
Graziela Krohling Kunsch (São Paulo, le 8 mai 1979) est une artiste brésilienne. Elle est cofondatrice du Movimento Passe Livre,,.

## Œuvres

### Spectacle
- A Casa Antiga (2002), photographie et direction[4]

### Expositions collectives
- documenta 15, Cassel (2022)[5]
- Bienal Internacional de São Paulo (2014)[1]
- Bienal Internacional de São Paulo (2010)[6]
- Rumos Itaú Cultural Artes Visuais (2002)[7]
- Genius Loci: o espírito do lugar (2002)[8]